# Klement Hupfer
Klement Hupfer (* 16. Mai 1849 in Langengeisling, Oberbayern; † 21. Januar 1941 ebenda) war ein deutscher Politiker (Zentrumspartei).

## Leben
Er war im Hauptberuf Landwirt in seiner Heimatgemeinde und dort von 1882 bis 1910 Bürgermeister. Am 1. April 1908 rückte er für den verstorbenen Anton Ecker in die bayerische Kammer der Abgeordneten nach. Bei den Wahlen von 1912 zog er erneut als Abgeordneter des Wahlkreises Erding in die Kammer ein, wo er bis zum Ende der 21. Wahlperiode 1918 verblieb. Hupfer arbeitete in der Abgeordnetenkammer in mehreren parlamentarischen Ausschüssen mit, darunter im Wirtschaftsausschuss, im Ausschuss zur Beratung eines Entwurfs einer Kirchengemeindeordnung und im Ausschuss zur Beratung des Entwurfs eines Armengesetzes.